# Leptotarsus paraguayensis
Leptotarsus paraguayensis är en tvåvingeart som först beskrevs av Alexander 1935.  Leptotarsus paraguayensis ingår i släktet Leptotarsus och familjen storharkrankar.
Artens utbredningsområde är Paraguay. Inga underarter finns listade i Catalogue of Life.